# カロルコ・ピクチャーズ
カロルコ・ピクチャーズ（Carolco Pictures, Inc.）は、かつて存在したアメリカ合衆国の独立系の映画製作会社である。『ターミネーター2』、『ランボー』シリーズ初期3作品（『ランボー』、『ランボー/怒りの脱出』、『ランボー3/怒りのアフガン』）などの大作映画により10年以上にわたって成功を収めてきたが、『カットスロート・アイランド』、『ショーガール』の失敗により倒産した。

## 歴史

### 初期
カロルコは映画投資家だったマリオ・カサールとアンドリュー・G・ヴァイナによりアナバシス・インベストメンツとして設立させた。レバノン生まれで中東の映画市場に強いカサールと、香港などにいたことがあり極東の映画市場に強いヴァイナは、アメリカ本国とは異なる外国市場の映画の好みを熟知していた。
1982年の『ランボー』および1985年のその続編『ランボー/怒りの脱出』は興行的に成功をおさめた。
1986年、当時財政難であったインターナショナル・ビデオ・エンターテインメントを買収し、ホームビデオに参入した。

### 1990年 - 1994年
1990年、カロルコは『ターミネーター』シリーズの権利を獲得し、監督のジェームズ・キャメロンと主演のアーノルド・シュワルツェネッガーを続投させ、翌年に『ターミネーター2』が公開された。『ターミネーター2』は1991年公開作品で最高の興行収入となり、カロルコ史上でも最大のヒット作となった。
さらにカロルコは数年にわたって『スパイダーマン』の映画化に熱心に取り組み、ジェームズ・キャメロンに作らせようとしていた。最終的に企画は頓挫し、後にコロンビア ピクチャーズがサム・ライミ監督で実現させた。キャメロンは『トゥルーライズ』の撮影が終わったころには『スパイダーマン』の脚本をカロルコに渡していた。

### 倒産
カロルコの作品の製作費は増加し続けたものの、興行収入は次第に減少していった。1995年、新たな配給パートナーとなったメトロ・ゴールドウィン・メイヤーにより公開された『カットスロート・アイランド』と『ショーガール』の失敗によりカロルコは第11章破産保護を申請し、その後すぐに閉鎖した。カロルコが所持していた資産の多くは20世紀フォックスにより5000万ドルで買い取られた。
カサールとヴァイナは2002年にC2ピクチャーズを設置した。

## フィルモグラフィ

### 1970年代
- サイレント・パートナー The Silent Partner（1978）

### 1980年代
- チェンジリング The Changeling（1980）
- 迷信 〜呪われた沼〜 Superstition（1982）
- ランボー First Blood（1982）
- ランボー/怒りの脱出 Rambo: First Blood Part II（1985）
- エンゼル・ハート Angel Heart（1987）
- ダブルボーダー Extreme Prejudice（1987）
- デーモン・ギャラクシー/魔女伝説 Nightflyers（1987）
- パラダイム Prince of Darkness（1987）
- Pound Puppies and the Legend of Big Paw（1988）
- ランボー3/怒りのアフガン Rambo III（1988）
- レッドブル Red Heat（1988）
- メタル・ブルー Iron Eagle II（1988）
- ゼイリブ They Live（1988）
- ウォッチャーズ/第3生命体 Watchers（1988）
- ザ・デプス DeepStar Six（1989）
- ホワイトウイザード Pathfinder（1989）
- ロックアップ Lock Up（1989）
- ジョニー・ハンサム Johnny Handsome（1989）
- ショッカー Shocker（1989）
- ミュージックボックス Music Box（1989）
- ゴッド・フード Food of the Gods II（1989）

### 1990年代
- 愛と野望のナイル Mountains of the Moon（1990）
- トータル・リコール Total Recall（1990）
- エア★アメリカ Air America（1990）
- ジェイコブス・ラダー Jacob's Ladder（1990）
- カナディアン・エクスプレス Narrow Margin (1990)
- ハムレット Hamlet（1990）
- 裸の十字架を持つ男/エクソシストフォーエバー Repossessed（1990）
- キング・オブ・ニューヨーク King of New York（1990）
- Babies（1990）テレビ映画
- Dangerous Passion（1990）テレビ映画
- Shattered Dreams（1990）テレビ映画
- L.A.ストーリー/恋が降る街 L.A. Story（1991）
- ドアーズ The Doors（1991）
- ターミネーター2 Terminator 2: Judgment Day（1991）
- クイーンズ・ロジック/女の言い分・男の言い訳 Queens Logic（1991）
- ペテン師ハリーの大逆転 Sweet Talker（1991）
- Dice Rules（1991）
- ディフェンスレス/密会 Defenseless（1991）
- ダーク・ウィンド The Dark Wind（1991）
- ランブリング・ローズ Rambling Rose（1991）
- ゲット・バック Get Back（1991）
- Chernobyl: The Final Warning（1991）テレビ映画
- 氷の微笑 Basic Instinct（1992）
- ユニバーサル・ソルジャー Universal Soldier[4]（1992）
- チャーリー Chaplin（1992）
- エイセス/大空の誓い Aces: Iron Eagle III（1992）
- ライト・スリーパー  Light Sleeper（1992）
- Mario and the Mob（1992）テレビ映画
- クリフハンガー Cliffhanger（1993）
- Mona Must Die（1994）
- ビッグ・ランニング Wagons East!（1994）
- スターゲイト Stargate（1994）
- ラスト・オブ・ドッグメン Last of the Dogmen（1995）
- ショーガール Showgirls[5]（1995）
- カットスロート・アイランド Cutthroat Island（1995）